# Taniela Hoponoa
Taniela Hoponoa (ur. 3 lipca 1987) – australijski rugbysta grający na pozycji filara młyna, mistrz świata U-19 z 2006 roku.
Reprezentował Queensland w kategorii U-18, w mistrzostwach kraju w 2005 roku zajmując drugą lokatę, zaś rok później występował w zespole U-19.
W 2005 roku otrzymał powołanie do kadry Australian Schoolboys A na mecz z nowozelandzkimi rówieśnikami. Rok później znalazł się w reprezentacji U-19, która zwyciężyła w rozegranych w Dubaju mistrzostwach świata w tej kategorii wiekowej. Na tym turnieju zagrał we wszystkich pięciu spotkaniach nie zdobywając punktów.
W latach 2006–2008 był członkiem Akademii Reds, nie otrzymał jednak kontraktu z pierwszym zespołem.